# Браунівка
Бра́унівка — вантажно-пасажирська залізнична станція Луганської дирекції Донецької залізниці.
Розташована в місті Боково-Хрустальне, Краснолуцька міська рада Луганській області на лінії Штерівка — Янівський між станціями Штерівка (10 км) та Янівський (6 км).

## Діяльність
На станції здійснюються прийом і видача вантажів, що допускаються до зберігання на відкритих майданчиках станцій, а також продаж пасажирських квитків, прийом і видача багажу.
Через військову агресію Росії на сході Україні транспортне сполучення припинене.